# Glacioloxoconcha suedshetlandensis
Glacioloxoconcha suedshetlandensis is een mosselkreeftjessoort uit de familie van de Loxoconchidae. De wetenschappelijke naam van de soort is voor het eerst geldig gepubliceerd in 1990 door Hartmann.